# Seimeishi Kenkyūkan

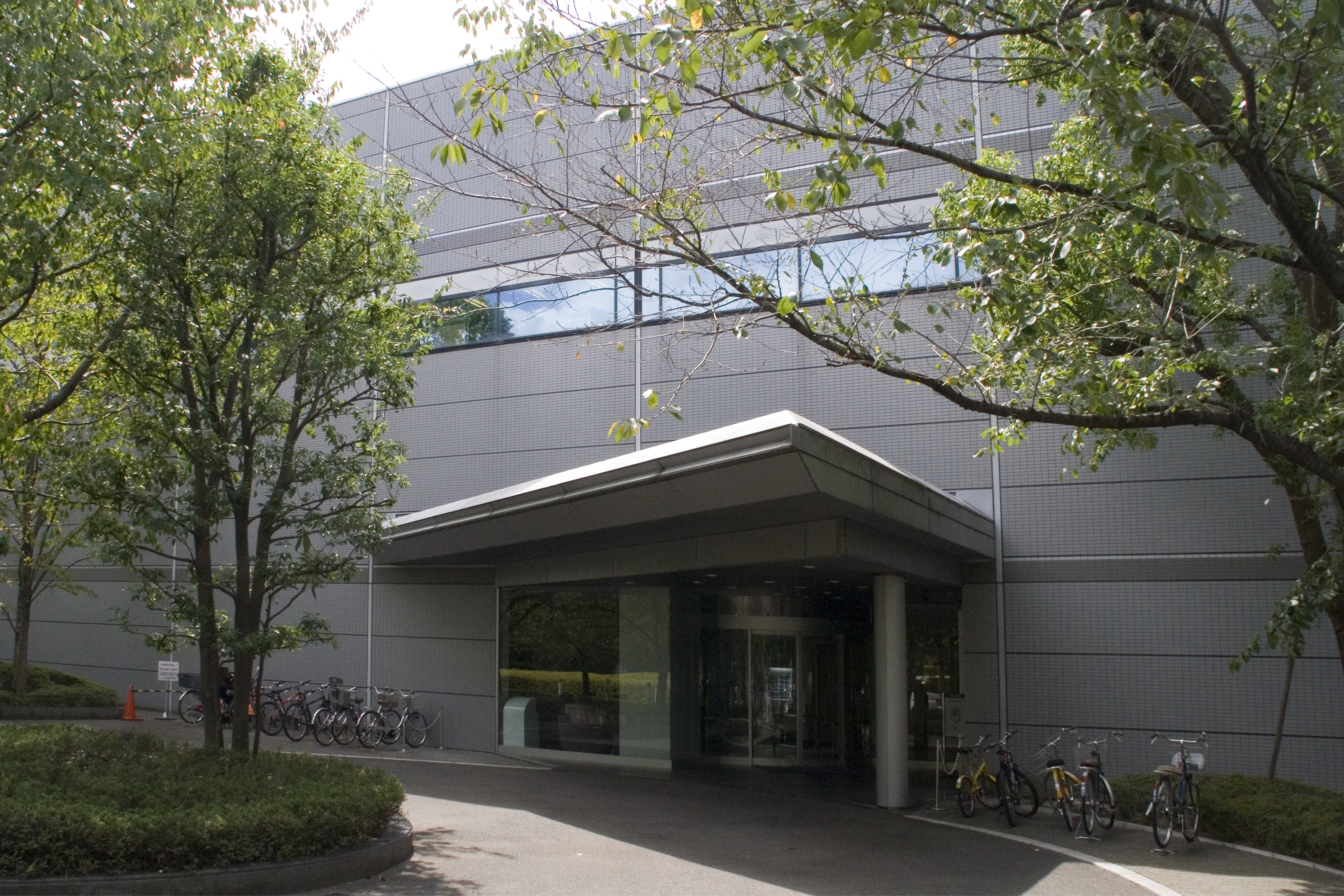
Eingang zur Biohistory Research Hall

Das Seimeishi Kenkyūkan (japanisch 生命誌研究館, engl. Biohistory Research Hall, kurz BRH) ist ein 1993 eingerichtetes Museum zur Biodiversität mit Forschungslabor in Takatsuki in der japanischen Präfektur Osaka. Es wird vom Tabakkonzern JT betrieben. In einer Kooperation mit der Universität Osaka und deren Graduiertenkolleg beschäftigt es auch Wissenschaftler. Vierteljährlich gibt es die Zeitschrift Seimeishi (生命誌, engl. Biohistory) heraus. Leiterin ist seit 2002 die Biologin Keiko Nakamura, Vorgänger war seit der Gründung Tokindo Okada.
Der Eintritt für das Museum ist frei, Führungen durch die fünf Laboratorien sind ebenfalls kostenlos. Etwa einmal im Monat halten Forscher öffentliche Vorträge, außerdem organisiert die BRH eine Sommerschule.